# Rừng Thông
Rừng Thông là một phường thuộc thành phố Thanh Hóa, tỉnh Thanh Hóa, Việt Nam.

## Địa lý
Phường Rừng Thông nằm ở phía tây thành phố Thanh Hóa, có vị trí địa lý:
- Phía đông giáp phường Đông Tân
- Phía tây giáp các xã Đông Thanh, Đông Khê
- Phía nam giáp phường Đông Thịnh
- Phía bắc giáp phường Đông Lĩnh và xã Đông Tiến.

Phường Rừng Thông có diện tích tự nhiên 5,96 km², quy mô dân số năm 2023 là 11.918 người, mật độ dân số đạt 2.000 người/km². Dân cư sinh sống tại Rừng Thông chủ yếu là người Kinh.
| Lịch sử dân số của Rừng Thông              | Lịch sử dân số của Rừng Thông | Lịch sử dân số của Rừng Thông | Lịch sử dân số của Rừng Thông | Lịch sử dân số của Rừng Thông | Lịch sử dân số của Rừng Thông | Lịch sử dân số của Rừng Thông |
| ------------------------------------------ | ----------------------------- | ----------------------------- | ----------------------------- | ----------------------------- | ----------------------------- | ----------------------------- |
| Năm                                        | 1999                          | 2009                          | 2013                          | 2019                          | 2022                          | 2023                          |
| Số dân                                     | 2.535                         | 2.917                         | 3.435                         | 9.410                         | 11.167                        | 11.918                        |
| ±%                                         | —                             | +15.1%                        | +17.8%                        | +173.9%                       | +18.7%                        | +6.7%                         |
| Nguồn: 1999, 2009, 2013, 2019, 2022, 2023. |                               |                               |                               |                               |                               |                               |

Phường Rừng Thông có một phần diện tích là đồi núi. Các khu phố 1, 2 (nay là một phần khu phố Thống Nhất) tựa lưng vào núi Kết; các khu phố 3, 4, 5 (nay là Cao Sơn và Phượng Lĩnh) tựa lưng vào núi Rừng Thông.

## Lịch sử
Đầu thế kỷ XIX, dưới thời Vua Gia Long, địa bàn phường Rừng Thông hiện nay thuộc tổng Lê Nguyễn, huyện Đông Sơn, phủ Thiệu Hóa. Năm 1928, huyện Đông Sơn được đổi thành phủ, bao gồm 7 tổng, địa bàn phường Rừng Thông thuộc hai tổng Kim Khê và Tuyên Hóa.
Năm 1946, các tổng cũ của phủ Đông Sơn được chia thành 22 xã, trong đó có xã Tuyên Hóa và xã Đại Đồng. Đến năm 1948, xã Tuyên Hóa đổi tên thành xã Đông Anh, xã Đại Đồng sáp nhập với xã Cổ Bôn thành xã Đông Tiến.
Năm 1953, xã Đông Anh chia thành 3 xã Đông Anh, Đông Xuân và Đông Thịnh; xã Đông Tiến chia thành 2 xã Đông Tiến và Đông Thanh. Phần lớn địa bàn phường Rừng Thông lúc này thuộc 2 xã Đông Xuân và Đông Tiến.
Năm 1966, xóm Nghĩa (còn gọi là xóm Phúc Long) thuộc xã Đông Anh được chuyển về xã Đông Tiến (nay thuộc khu phố Hàm Hạ).
Ngày 5 tháng 7 năm 1977, nhập 16 xã hữu ngạn sông Chu thuộc huyện Thiệu Hóa với huyện Đông Sơn thành huyện Đông Thiệu, hai xã Đông Xuân và Đông Tiến thuộc huyện Đông Thiệu. Đến ngày 30 tháng 8 năm 1982, hai xã trở lại thuộc huyện Đông Sơn do huyện Đông Thiệu đổi tên thành. Khu vực Rừng Thông thuộc xã Đông Xuân là nơi đặt huyện lỵ của huyện Đông Thiệu và huyện Đông Sơn.
Ngày 28 tháng 1 năm 1992, Bộ trưởng, Trưởng ban Tổ chức – Cán bộ Chính phủ ban hành Quyết định số 49-TCCP về việc thành lập thị trấn Rừng Thông (thị trấn huyện lỵ huyện Đông Sơn) trên cơ sở một phần diện tích và dân số của các xã Đông Lĩnh, Đông Tân, Đông Tiến và Đông Xuân.
Ngày 15 tháng 5 năm 2015, Ủy ban Thường vụ Quốc hội ban hành Nghị quyết số 935/NQ-UBTVQH13. Theo đó, sáp nhập toàn bộ xã Đông Xuân, điều chỉnh một phần diện tích và dân số của xã Đông Tiến (gồm toàn bộ thôn Toàn Tân; một phần thôn Đại Đồng, một phần diện tích của thôn Triệu Xá 1), một phần diện tích và dân số của xã Đông Anh (một phần các thôn 6, 7) vào thị trấn Rừng Thông.
Sau khi được mở rộng, thị trấn Rừng Thông có 603,16 ha diện tích tự nhiên và 10.878 người, gồm 12 khu phố: 1, 2, 3, 4, 5, 6, Cáo Thôn, Đại Đồng, Nhuệ Sâm, Phúc Hậu, Toàn Tân, Xuân Lưu.
Ngày 11 tháng 7 năm 2018, Hội đồng nhân dân tỉnh Thanh Hóa khóa XVII thông qua Nghị quyết về việc sắp xếp thôn, tổ dân phố trên địa bàn tỉnh. Theo đó:
- Nhập các khu phố 1, 2 và một phần khu phố Cáo Thôn thành khu phố Thống Nhất
- Nhập khu phố 3 và một phần khu phố 4 thành khu phố Cao Sơn
- Nhập phần còn lại của khu phố 4 với khu phố 5 thành khu phố Phượng Lĩnh
- Nhập một phần các khu phố Phúc Hậu, Nhuệ Sâm vào khu phố Xuân Lưu
- Nhập phần còn lại của các khu phố Phúc Hậu, Cáo Thôn thành khu phố Đông Xuân
- Đổi tên khu phố Đại Đồng thành Hàm Hạ, khu phố 6 thành Nam Sơn.

Sau sắp xếp, thị trấn Rừng Thông có 9 khu phố.
Ngày 24 tháng 10 năm 2024, Ủy ban Thường vụ Quốc hội thông qua Nghị quyết số 1238/NQ-UBTVQH15 (có hiệu lực từ ngày 1 tháng 1 năm 2025). Theo đó, sáp nhập toàn bộ huyện Đông Sơn vào thành phố Thanh Hóa, đồng thời thành lập phường Rừng Thông thuộc thành phố Thanh Hóa từ thị trấn Rừng Thông.

## Hành chính
Phường Rừng Thông được chia thành 9 khu phố: Cao Sơn, Đông Xuân, Hàm Hạ, Nam Sơn, Nhuệ Sâm, Phượng Lĩnh, Thống Nhất, Toàn Tân, Xuân Lưu.

## Di tích
- Di chỉ Cồn Mả Gạch: Di chỉ khảo cổ học được phát hiện năm 1996, tại cồn Mả Gạch. Hiện vật nằm ở độ sâu 0,8 m so với mặt đất, gồm có tiền Ngũ Thù đựng trong một chiếc âu có niên đại Lục Triều (Trung Quốc), xung quanh có nhiều mảnh gốm Đông Sơn muộn và than tro, 1 ấm đồng 3 chân (đã thất lạc) và 1 thạp đồng gọi là thạp Đông Xuân. Di chỉ có niên đại thuộc thế kỷ V sau Công Nguyên.
- Đình làng Xuân Lưu: thờ Thái bảo Thiệu Quận công Nguyễn Đình Thuần (thời Lê Trung Hưng).[18]
- Đền thờ danh nhân Nguyễn Đình Thuần - trọng thần thời Lê Trung Hưng (thế kỷ XVIII), từng đi sứ phương Bắc, chinh phạt phương Nam, văn võ ghi nhiều công lớn, được đặc phong Thượng tướng quân, phong tặng Thái tử thiếu phó, Hữu đô đốc Thiệu quận công. Ông được suy tôn là Phúc thần của 6 làng trong 2 tổng Tuyên Hóa và Quảng Chiếu, huyện Đông Sơn
- Đình làng Phúc Hậu (thời Lê Trung Hưng): thờ ông Doãn Năng.[18]
- Đình làng Nhuệ Sâm
- Nghè làng Nhuệ Sâm
- Núi Sơn Viện hay còn gọi là núi Phượng Lĩnh thuộc thị trấn Rừng Thông, huyện Đông Sơn, tỉnh Thanh Hóa. Núi Sơn Viện là một dãy núi đất lẫn đá, trên núi trồng thông nên còn gọi là Rừng Thông. Núi có độ cao trung bình 100 m, đỉnh cao 162 m so với mực nước biển. Khu vực rừng thông được coi là lá phổi xanh phía tây Thành phố Thanh Hóa.
- Đài kỉ niệm Chủ tịch Hồ Chí Minh, xây dựng năm 1990, kỉ niệm Chủ tịch Hồ Chí Minh về thăm và nói chuyện với cán bộ chủ chốt, thân hào, thân sĩ trong tỉnh Thanh Hóa ngày 20/2/1947. Đây là di tích lịch sử cách mạng và danh lam thắng cảnh cấp quốc gia.
- Cụm di tích Hàm Hạ: đã được xếp hạng di tích lịch sử cách mạng cấp quốc gia, bao gồm: đình làng Hàm Hạ, nhà ông Lê Oanh Kiều (là nơi thành lập chi bộ Đảng Cộng sản đầu tiên của tỉnh Thanh Hóa),[19] nhà ông Phạm Văn Huống
- Nghè Tòng Tân, thờ Chàng Hai, con Lê Ngọc, thủ lĩnh cuộc khởi nghĩa Lê Ngọc, thời Tùy (thế kỉ thứ 7)[18]
- Nhà thờ Công giáo ở khu phố Toàn Tân.
- Kênh Nhà Lê: là tuyến đường thủy đầu tiên trong lịch sử Việt Nam từ kinh đô Hoa Lư đến Đèo Ngang và được xem là tuyến đường Hồ Chí Minh trên sông vì những đóng góp cho các cuộc chiến tranh của người Việt.
- Chùa Yên Mã, khu phố Toàn Tân.[cần dẫn nguồn]

## Danh nhân
- Lê Thế Long: Bí thư Tỉnh ủy đầu tiên của Thanh Hóa (làng Hàm Hạ, nay là khu phố Hàm Hạ)[cần dẫn nguồn]
- Lê Huy Liệu: Giáo sư - Tiến sĩ y khoa, Cố giám đốc Bệnh viện Bạch Mai (xóm Nghĩa hay còn gọi làng Phúc Long, nay thuộc khu phố Hàm Hạ).[20]

## Kinh tế - xã hội
Phường Rừng Thông có 2 trạm y tế cấp xã, có Bệnh viên Đa khoa huyện Đông Sơn, Trung tâm Y tế dự phòng.
Trên địa bàn phường có 2 trường mầm non và 2 trường tiểu học, có Trường THCS Nguyễn Chích, Trường THPT Nguyễn Mộng Tuân, Trường THPT Đông Sơn I, Trung tâm Giáo dục thường xuyên.

## Giao thông
- Quốc lộ 45 chạy qua 3 khu phố: Thống Nhất, Cáo Thôn, Phượng Lĩnh
- Quốc lộ 47 chạy qua khu phố Nam Sơn.
- Các tuyến xe buýt chạy qua: Sầm Sơn - Kiểu, Bờ Hồ - Mục Sơn, Bờ Hồ - Thị trấn Thọ Xuân.

Đây là địa phương có tuyến đường cao tốc Mai Sơn – Quốc lộ 45 đi qua đang được xây dựng.